# N340 (België)
De N340 of Verenigde-Natieslaan is een korte gewestweg in de Belgische provincie West-Vlaanderen. De weg ligt volledig op grondgebied van de stad Oostende. De weg heeft een totale lengte van ongeveer 2 kilometer.

## Traject
De N340 loopt vanaf de grote rotonde, waar de A10 aansluit op de R31 (ring van Oostende), langs het Maria Hendrikapark naar de rotonde op de N34 bij de Mercatorjachthaven. De weg heet over de volledige lengte Verenigde-Natieslaan.